# Contea di Wingecarribee
La contea di Wingecarribee è una Local Government Area che si trova nel Nuovo Galles del Sud. Essa si estende su una superficie di 2.689 chilometri quadrati e ha una popolazione di 46.960 abitanti. La sede del consiglio si trova a Moss Vale.